# Estación de Llefià
Llefià es una estación de la línea 10 del metro de Barcelona que da servicio al barrio de Llefià, de alta densidad de población y un terreno con varios desniveles. La estación se ubica en las inmediaciones del mercado de Llefià, donde tiene tres accesos: en la Av. d'Amèrica con la calle de Sant Bartomeu y dos en la Ronda de Sant Antoni de Llefià. La estación dispone de ascensores y escaleras mecánicas.
El día 18 de abril del 2010 se inauguró la línea 10 entre Gorg y Bon Pastor, el segundo tramo de la L9/L10 en ponerse en servicio. Aunque la previsión inicial era abrir en 2004 y, posteriormente, en 2008.

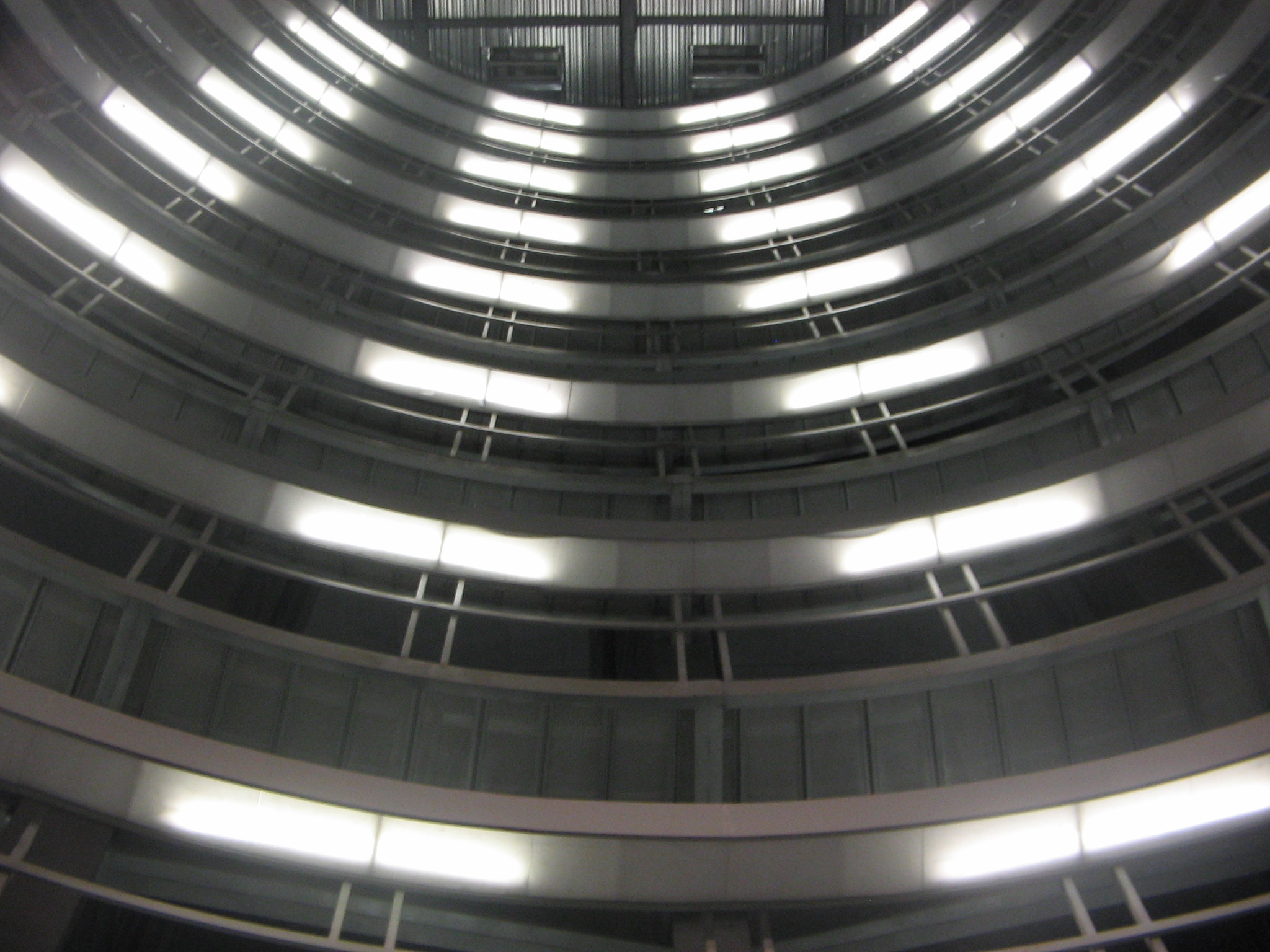
Pozo donde están ubicados los ascensores de gran capacidad.

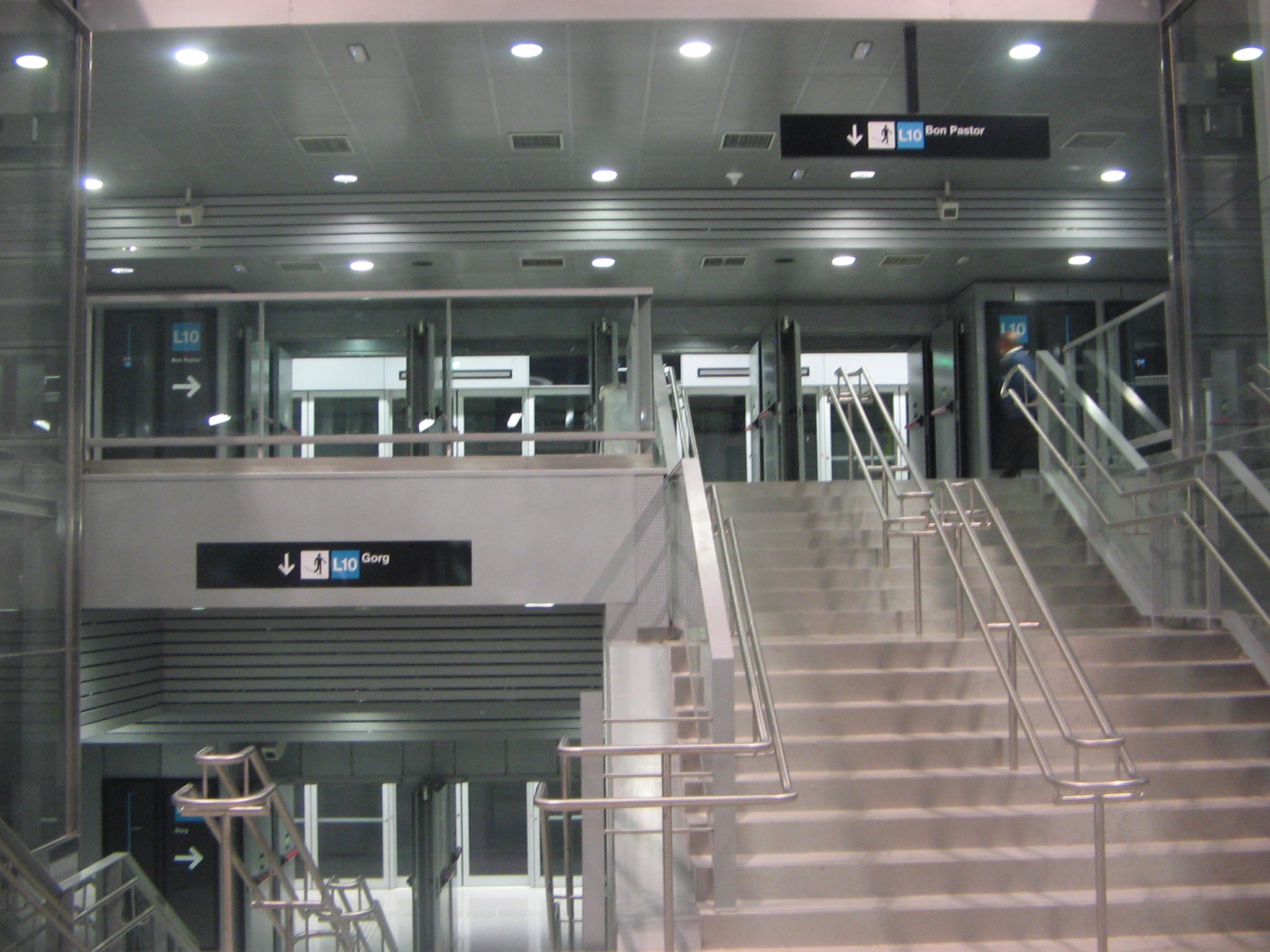
Vista de los andenes (superior, vía 2, dirección Sagrera, inferior, vía 2, dirección Gorg) desde el preandén.

| << cabecera               | < estación | línea | estación > | cabecera >> |
| ------------------------- | ---------- | ----- | ---------- | ----------- |
| Metro                     |            |       |            |             |
| La Sagrera Pratenc (20??) | Bon Pastor |       | La Salut   | Gorg        |